# Orsainville (comté)
Pour le quartier et ancienne municipalité, voir Orsainville (quartier).
Orsainville était un comté de Nouvelle-France. Fief concédé à Louis Hébert le 27 février 1626 par Henri de Lévis, il fait l'objet d'un difficile héritage à son décès en 1627. En 1665, Jean Talon commence à racheter différentes parcelles du découpage territoriale qui découle de cet héritage. Le territoire est appelé seigneurie d'Orsainville puis baronnie des Islets en 1671, puis comté d'Orsainville en 1675. Le fief attaché à ce titre consistait en quelques terres acquises par Talon et situées au nord de la rivière Saint-Charles près de Québec, à proximité du Palais de l'intendant. Après la mort de Talon en 1694, il passa finalement à L'Hôpital général de Québec en 1698 et fut intégré aux terres de l'hôpital.